# Mercury-Atlas 3
A Mercury-Atlas 3 (MA-3) foi a terceira missão do Programa Mercury, a utilizar o foguete Atlas LV-3B. O lançamento, ocorreu em 25 de abril de 1961 a partir do Estação da Força Aérea de Cabo Canaveral na Flórida. A capsula Mercury dessa missão (a de numero 8), conduzia um "robô astronauta" mecânico.
A missão foi encerrada pelo oficial de controle de segurança de área, depois de 43,3 segundos, acionando o sistema de autodestruição do veículo, devido a uma falha nos sistemas de controle de atitude do foguete que o impediram de assumir a rota desejada. Apesar da destruição do veículo, benefícios consideráveis foram obtidos nesse voo. O sistema de escape no lançamento salvou a capsula da destruição. A capsula atingiu 7,2 km de altitude e apenas 1,8 km de distância.
O voo da capsula Mercury teve a duração de 7 minutos e 19 segundos, sendo a maior parte desse tempo descendo de paraquedas. A capsula foi recuperada 20 minutos depois do lançamento, no Oceano Atlântico, e reutilizada na missão seguinte, a Mercury-Atlas 4, como espaçonave No. 8A.